# 西川文野
西川 文野（にしかわ あやの、1991年9月28日 - ）は、サンミュージックに所属するフリーアナウンサーで、元・文化放送アナウンサー。マイクネームは「西川 あやの」（読みは本名と同じ）で、文化放送への勤務中から一部の番組で使用している。

## 来歴
東京都新宿区立西戸山第二中学校から東京都立広尾高等学校を経て、青山学院女子短期大学に進学。後に学習院大学文学部へ編入すると、ゼミで近代文学を専攻していた。卒業論文のテーマは『人間失格』（太宰治）で、学生時代からナレーターを目指していたという。
2015年4月1日付で、文化放送にアナウンサーとして入社した。同期入社のアナウンサーは小尾渚沙（山陽放送から移籍）・八木菜緒（テレビ愛媛から移籍）で、文化放送における新卒採用のアナウンサーは2000年入社の高橋将市以来15年振り、新卒採用の女性アナウンサーは1997年入社の石川真紀（2022年3月退社） 以来18年振り、平成生まれのアナウンサーは小尾と並んで初めてであった。
文化放送への入社翌日（2015年4月2日）に、『吉田照美 飛べ!サルバドール』の「飛び出せ! 子ザルの外中継レポート」で「初鳴き」（番組デビュー）を果たした。もっとも、小尾と八木が3年間の有期雇用契約満了を機に退社した2018年4月以降は、自身もセントラルミュージック（番組制作や音楽出版などを手掛ける文化放送グループの企業）の正社員へ移行。職務上は同社から文化放送へ出向していたが、放送上は「文化放送アナウンサー」との肩書きを引き続き用いていた。
2022年4月4日からは、「西川あやの」名義で『西川あやの おいでよ!クリエイティ部』（平日夕方の関東ローカル向け生ワイド番組）
や『桂宮治のザブトン5』（文化放送が幹事局に名を連ねるNRN向けの収録番組）に出演。『おいでよ!クリエイティ部』は自身初の冠番組で、『ザブトン5』を「関東ローカル向けのフロート番組」として内包していた。
文化放送では『おいでよ!クリエイティ部』を2024年3月29日で終了させた後も、『ザブトン5』を単独番組として放送。西川自身は『ザブトン5』への出演を続けているが、4月30日付でセントラルミュージックを退社したことを機に、「文化放送アナウンサー」としての活動を終えた。なお、同局では4月25日未明（24日深夜）の『ARTIST FC』（ラジオ大阪との2局ネットによる音楽番組）を、「ARTIST FCスペシャル いってきます!西川あやの」というタイトルで生放送。かねてから希望していながら実現に至っていなかった「深夜の音楽番組での単独パーソナリティ」を初めて担当した。
2024年5月1日からは、「西川あやの」名義でサンミュージックプロダクションに所属。フリーアナウンサーとして『ザブトン5』などに出演している。2025年3月末で『ザブトン5』が終了する予定で、これにより退社前からの文化放送でのレギュラー番組はすべて終了となる。

## 人物
「カギっ子生活」を経験したことから、屋内で遊ぶことが好きである。趣味は読書と硬式テニスで、トランペットの演奏と利き酒を特技に挙げている。
アイドルの映像を観たり、ラジオ番組を聴いたりすることも好きで、学生時代は文化放送の『レコメン!』をよく聴いたという。本人曰く「独自のアイドル論を持っている」とのことで、SMAPやBerryz工房の楽曲を特に愛聴する。『レコメン!』で放送されたBerryz工房の曲を、パーソナリティのK太郎（砂山圭大郎・文化放送アナウンサーのマイクネーム）の声が入ったままで、MDに録音していた。
文化放送の正社員時代から、同局や担当番組の企画で歌唱した楽曲のシングルリリースなど、アイドルやアーティストに近い活動を相次いで展開している。入社2年目の2016年には、3月27日から11月まで、小尾・八木とのユニット「JOQgiRl」のメンバーとしての活動初日に、オリジナル曲『勤労感謝 to me!』（中島信也の作詞・作曲）をCDシングルで発表した。
セントラルミュージックから文化放送へ出向時に、2020年に担当した『キューイチローと遊ぼう』では、テーマソングの『キューイチロー音頭』をキューイチロー・松浦愛弓と共に歌唱したほか、CDシングルのリリース（同年7月7日）にまで至った。また、2021年度のプロ野球オフシーズンには、毎週木曜日の夜間に『カラフルオセロ』（生ワイド番組）のパーソナリティを担当。前迫潤哉（NiziUなどのプロデュースに携わる作曲家）のプロデュースによる「西川あやのソロデビュー企画」が番組内で展開されたことをきっかけに、「西川あやの」という名義を公の活動で本格的に使うようになった。この企画の下で作詞と本格的な歌唱に初めて臨んだ楽曲が『はなまる』で、2022年3月4日に「デジタル配信限定のシングル曲」として発表。同年4月5日には、CDシングルの発売に至った。

## 出演番組

### 現在

#### ラジオ
- 桂宮治のザブトン5（文化放送がNRN向けに制作している収録番組） - 「西川あやの」名義でパートナーを担当
  - 『西川あやの おいでよ!クリエイティ部』と同時に放送を開始。文化放送では、2024年3月29日（金曜日）放送分まで「事前収録のコーナー」扱いで同番組の5時台（17:30前後）に内包した後に、4月1日（月曜日）放送分から単独番組として17:20 - 17:30に編成している。
  - 文化放送でもネット局（NRN加盟局の一部）でも、平日の全曜日に「帯番組」として放送。西川自身は、2024年4月30日（火曜日）放送分まで「文化放送アナウンサー」、5月1日（水曜日）放送分から「フリーアナウンサー」という立場で出演している。
- ぶっちゃけ！ブラザーズ（2024年10月11日 - 、tbcラジオ） - ブッチャーブラザーズと共演

#### ポッドキャスト
- 夜ふかしの読み明かし（PodcastQR）
  - 『おいでよ!クリエイティ部』の放送期間中から配信されている音声コンテンツで、同番組のコメンテーター陣から永井玲衣（哲学研究者）と大島育宙（XXCLUB）がレギュラーで出演。同番組の終了後も、最新の収録音源が毎週水曜日に配信されている。

### 過去（「文化放送アナウンサー」としての出演番組）

#### 文化放送
- 斉藤一美 ニュースワイドSAKIDORI!（2017年4月3日 - 2022年3月25日） - 金曜サブ キャスター
- 西田あいのおしゃべり❤あいランド（2018年10月 - 2020年3月）
- キューイチローと遊ぼう（2020年4月 - 2020年9月、超!A&G+） - 「アニとも！」内フロート番組[12]
- キニナル（2016年4月3日 - 2018年4月1日）
- 土曜の午後は♪ ヒゲとノブコのWEEKEND JUKEBOX - リポーター（2015年4月4日 - 2016年9月24日）
- スタートゲート（Ustream配信番組）
- くにまるジャパン - 金曜パートナー（2015年10月2日 - 2016年9月30日）
  - くにまるジャパン 極 - 木、金曜 → 月 - 水曜パートナー（2016年10月 - 2022年3月、2019年4月から担当曜日を変更）
- 本Tubeラジオ（2015年5月2日 - 12月26日）
- 千原せいじ、住みます芸人の東北6県入魂!（『情報ミックスバラエティ パズル』内 金曜19:35 - 19:50） - アシスタント（2016年9月30日 - 12月23日）
  - 関西地区はABCラジオで日曜朝（8:10 - 8:25）へネット。2016年10月 - 12月の関西地区は日曜の朝と夜に違う局で西川の声を聴くことが出来た（『キニナル』は関西地区ではMBSラジオ※ナイターオフのみ、KBS京都・KBS滋賀、和歌山放送へネット）。
- 文化放送 エコライフ情報[2]
- SDGs Voice
- ミュージック デザート（文化放送制作、北日本放送にネットしている裏送り番組）[2]
- The News Masters TOKYO（2018年4月2日 - 2019年3月28日）月 - 木曜　アシスタント
- 渋谷×文化ラジオ（2017年10月3日 - 2018年3月29日）火曜日　アシスタント
- ミュージック・ジグソーパズル（秋田放送・高知放送・北日本放送・熊本放送にネットしている裏送り番組）
- SHIBA-HAMAラジオ（2018年10月 - 2019年3月）
- らくごのデンパ（2018年10月 - 2020年3月） - 2019年10月以降は「落語家が、何か面白いこと言ってるよ」内フロート番組として放送
- みらいブンカ village「落語家が、何か面白いこと言ってるよ」（2019年10月 - 2020年3月）
- カラフルオセロ（2021年9月 - 2022年3月）木曜日パーソナリティ
- 宗次郎 オカリーナの森から（土 17:15 - 17:30） - アシスタント（2016年10月1日 - 2023年3月26日）
- 西川あやの おいでよ! クリエイティ部（月 - 金 15:30 - 17:45）パーソナリティ（2022年4月4日 - 2024年3月29日）
- ARTIST FC
  - ARTIST FCスペシャル ～NewStar～（2023年9月24日未明＝23日深夜に放送）
  - ARTIST FCスペシャル 「いってきます!西川あやの」（2024年4月25日未明＝24日深夜に放送） 
    - いずれも「パーソナリティ」として出演していたが、「NewStar」が事前収録の特別企画として午前3時台にのみ放送されていた[13]のに対して、「いってきます!西川あやの」は特別番組として全編（午前3・4時台）で生放送を実施[7]。

#### 文化放送以外の放送局
- 超逆境クイズバトル!! 99人の壁（フジテレビ、2020年8月8日）[14]

### 過去（「フリーアナウンサー」としての出演番組）
- カーナビラジオ午後一番!（HBCラジオ、2024年4月22日）
- おはよう定食　おはよう一直線（TBSラジオ、2025年3月6日・7日）

## その他の活動

### CD
- 勤労感謝 to me！ - JOQgiRl 名義、2016年3月17日発売、文化放送、型番 	JOQG-0001
- キューイチロー音頭 - キューイチロー、西川文野、松浦愛弓 名義、2020年7月7日発売、文化放送A&G
- はなまる - 2022年4月5日発売、セントラルミュージック
  - 1：はなまる - 作詞：西川あやの / 前迫潤哉、作曲：畠舎聖悟　　編曲：畠舎聖悟
  - 2：夢伝説 - 作詞：根本要 / 林紀勝、作曲：根本要　　編曲：坂本由佳
  - 3：はなまる（Instrumental）
  - 4：夢伝説（Instrumental）

### 定期刊行物への登場
- 『ラジオ番組表』2020年春号（三才ブックス、2020年5月22日発売、ISBN-10：4866731923）
- 『テレビブロス』2022年8月号「ラジオ特集号」（東京ニュース通信社、2022年7月15日発売、 ASIN：B0B4HJSM1R）